# 斯帕斯克區 (梁贊州)

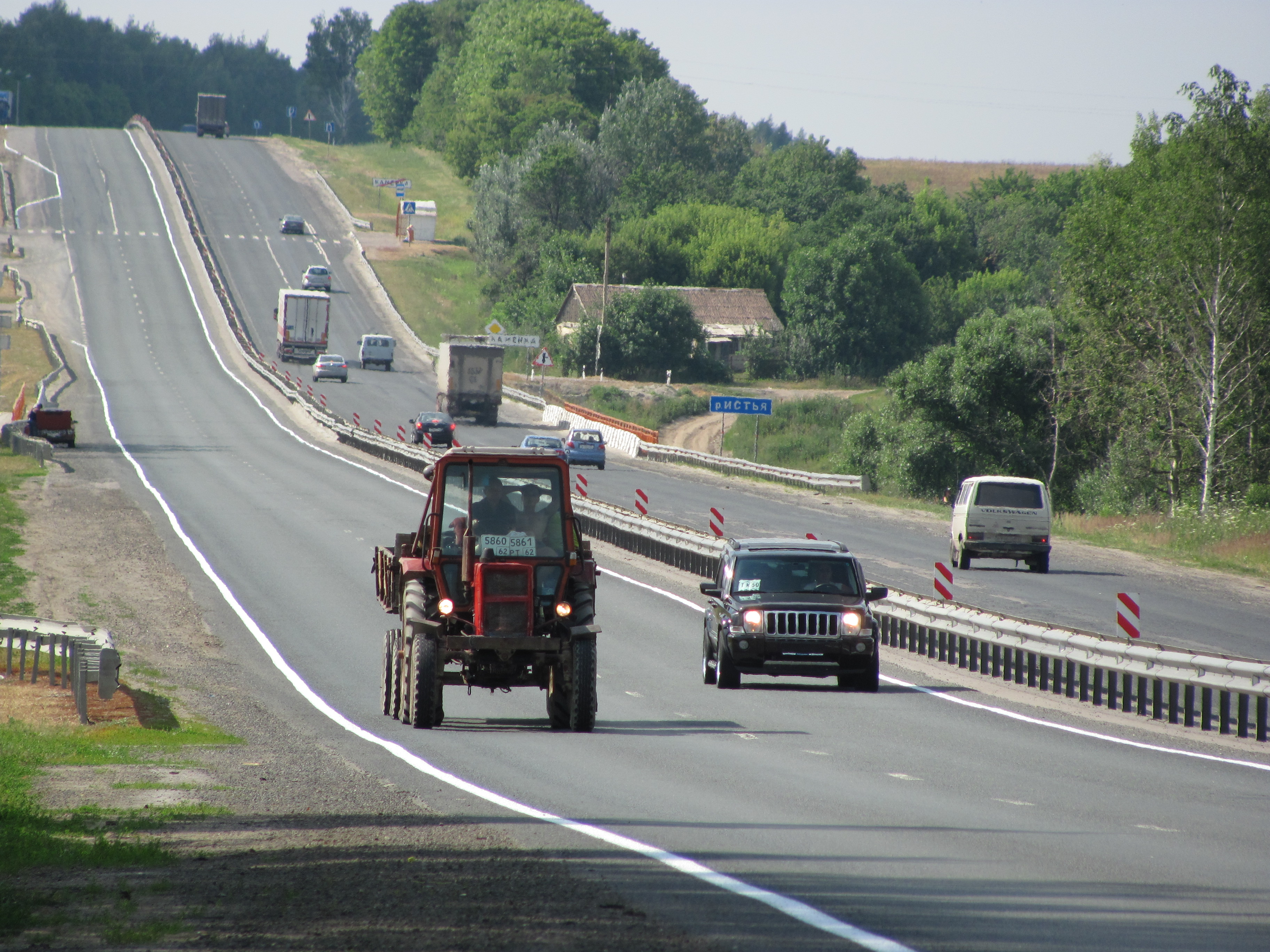

54°24′N 40°23′E / 54.400°N 40.383°E
斯帕斯克區（俄语：Спасский район），是俄羅斯的一個區，位於該國西部，由梁贊州負責管轄，始建於年月日，面積約2,684平方公里，2010年該地區人口30,388，人口密度每平方公里11.32人。